# Fouad Boutros
Pour les articles homonymes, voir Boutros.
Fouad Boutros, né le 5 novembre 1917 et mort le 3 janvier 2016 à l’âge de 98 ans, est un homme politique et juriste libanais.

## Biographie
Figure éminemment respectée, il apparaît sur la scène publique comme l’un des plus fidèles collaborateurs du président de la république Fouad Chehab, élu en 1958. Il occupa différents postes ministériels lors des mandats des présidents dits « chéhabistes » (Fouad Chehab, Charles Hélou et Elias Sarkis). Il fut notamment ministre du Plan dans le gouvernement de Rachid Karamé entre 1959 et 1960, ministre de l’Éducation nationale entre 1959 et 1960 (gouvernement Karamé) et en 1966 dans le cabinet d’Abdallah al-Yafi ; ministre de la justice de Rachid Karamé entre 1961 et 1964 et ministre du Tourisme en 1968 (gouvernement Yafi).
Mais c’est au poste de ministre de la Défense (1966, gouvernement Yafi et 1976-1978, gouvernement de Salim El-Hoss) et surtout de ministre des Affaires étrangères (1968, gouvernement Yafi, 1976-1980, gouvernement Hoss et 1980-1982, gouvernement de Chafic Wazzan) qu’il s’illustra. Il reste à ce jour l’une des principales figures de la diplomatie libanaise.
Fouad Boutros fut à plusieurs reprises aussi vice-Premier ministre, en 1966, 1968 et de 1976 à 1982 et occupa entre 1960 et 1964 le poste de député grec-orthodoxe de Beyrouth.
Sa position modérée, éloignée des chefs de milice et des seigneurs féodaux, lui a permis de jouer souvent un rôle de médiateur entre les différentes parties. En 2001, à la suite de l’appel des évêques maronites et du patriarche Nasrallah Boutros Sfeir au retrait des troupes syriennes du Liban, Fouad Boutros a été appelé à jouer un rôle de négociateur entre le patriarcat maronite et le président syrien Bachar el-Assad. Sa médiation dura quelques semaines mais buta contre le refus syrien de desserrer son étau sur le Liban,.
En 2005, le gouvernement de Fouad Siniora lui confia la présidence du comité national chargé de la réforme de la loi électorale, composé de figures de premier plan du monde judiciaire et universitaire. Le comité présenta son projet en juin 2006, prévoyant un système électoral mixte entre le scrutin majoritaire et le scrutin proportionnel et un mécanisme de surveillance électorale moderne et transparent ainsi qu’un quota de 30 % de candidatures féminines sur les listes. Le projet devait être discuté par le gouvernement en juillet 2006, mais la guerre entre Israël et le Hezbollah l’en empêcha.